# Любомир Симович
Любомир Симович (серб. Љубомир Симовић; 2 грудня 1935, Ужиці — 17 квітня 2025) — сербський драматург, поет, прозаїк, перекладач, постійний член Сербської академії наук і мистецтв.

## Життєпис
Початкову школу, нижчу гімназію та учительську школу закінчив в Ужиці. У 1962 році закінчив філологічний факультет у Белграді в групі з історії югославської літератури та сербохорватської мови. Студентом був членом редакційної ради та головним редактором студентського літературного журналу.

Пише вірші, п'єси, романи, есе, літературну критику. Переклади з італійської та російської мов.

Свій перший вірш під назвою «Ранок» він опублікував ще учнем учительської школи, у «Іскрі вчителя» (1951)[джерело?]. Потім продовжував публікувати у «Вестима», «Млада культура», «Молодь», «Студент», «Літопис Матиці сербської», «Меджай», «Політика», «НИН» та інших газетах та журналах.

Наприкінці п'ятдесятих років минулого століття він працював за сумісництвом у Молодіжній програмі Радіо Белград[джерело?]. Все своє робоче життя провів редактором Художньої редакції Першої програми Радіо Белград.
П'єси, як і вірші, тематично пов'язані з Ужице, історичним минулим та традицією. Його вірші та п'єси можна знайти у всіх антологіях сербської поезії та драми. Його твори були перекладені майже на всі європейські мови, а вистави ставилися в театрах по всій Сербії, а також на багатьох світових сценах: Франції, Угорщини, Болгарії, Мексики, Чехії, Німеччини, Росії, Швейцарії, Польщі, Бельгії, Канади, Марокко тощо[джерело?].